# 소송물
소송물(訴訟物)은 민사소송의 경우 심판의 대상이 되는 소송의 객체를 의미한다.

## 학설
1. 구실체법설 : 소송법상의 청구를 실체법상의 청구권과 같은 것으로 보는 학설이다.
2. 소송법설 : 소송상의 청구는 실체법상의 청구권과는 별개의 것이므로 순수한 소송법상의 규정에 의하여 구별한다. 따라서 청구취지와 청구원인에 의해서 구성된다. 소송법설 내에서는 일지설과 이지설이 대립된다.
3. 신실체법설 : 소송상의 청구를 수정된 형태의 실체법상의 청구권과 결합시키는 새로운 학설이다.

대한민국 대법원의 주류적인 판례는 구실체법설에 의하고 있다.

## 판례
- 소유권에 기하여 미등기 무허가 건물의 반환을 구하는 청구취지 속에는 점유권에 기한 반환청구권을 행사한다는 취지가 당연히 포함되어 있다고 볼 수는 없고, 소유권에 기한 반환청구만을 하고 있음이 명백한 이상 법원에 점유권에 기한 반환청구도 구하는지의 여부를 석명할 의무가 있는 것은 아니다.[1]
- 말소등기에 갈음하여 허용되는 진정명의회복을 원인으로 한 소유권이전등기청구권과 무효등기의 말소청구권은 어느 것이나 진정한 소유자의 등기명의를 회복하기 위한 것으로서 실질적으로 그 목적이 동일하고, 두 청구권 모두 소유권에 기한 방해배제청구권으로서 그 법적 근거와 성질이 동일하므로, 비록 전자는 이전등기, 후자는 말소등기의 형식을 취하고 있다고 하더라도 그 소송물은 실질상 동일한 것으로 보아야 하고, 따라서 소유권이전등기말소청구소송에서 패소 확정판결을 받았다면 그 기판력은 그 후 제기된 진정명의 회복을 원인으로 한 소유권이전등기청구소송에도 미친다.[2]
- 대리권에 기한 대리의 경우나 표현대리의 경우나 모두 제3자가 행한 대리행위의 효과가 본인에게 귀속된다는 점에서는 차이가 없다[3]

## 같이 보기
- 처분권주의